# Aphodius heleninae
Aphodius heleninae là một loài bọ cánh cứng trong họ Scarabaeidae. Loài này được Dellacasa miêu tả khoa học năm 1984.